# Лукас Шнеллер
Лукас Константін Шнеллер (нім. Lukas Konstantin Schneller, нар. 26 жовтня 2001) — німецький футболіст, воротар «Баварії II».

## Кар'єра
Вихованець мюнхенської «Баварії». 28 листопада 2020 року дебютував за резервну команду клубу, «Баварія II» у гостьовому матчі Третьої ліги проти «Ганзи» (Росток), який закінчився програшем 0:2.
З першою командою поїхав на клубний чемпіонат світу 2020 року в Катарі, замінивши в останній момент у заявці травмованого Александера Нюбеля. На турнірі Шнеллер на поле не виходив, але здобув з командою золоті нагороди.

## Досягнення
- Клубний чемпіон світу: 2020